# Пикульский, Антон Савельевич
Анто́н Саве́льевич Пику́льский (3 августа 1834 — декабрь 1903) — старообрядческий самозваный «архиепископ всея Руси и Сибири Аркадий», основатель так называемой Беловодской иерархии, авантюрист, получивший известность в 1870-х — 1890-х годах. 
Выдавал себя за епископа «беловодского поставления». На Урале и в губерниях Северной и Центральной России рукополагал священников и вступал в полемику с представителями Белокриницкой иерархии.

## Биография
По его собственным словам, родился в семье коллежского асессора Савелия Пикульского, служившего в анапском артиллерийском гарнизоне, мать — урождённая Семёнова, из дворян Киевской губернии. И отец, и мать были православные, но мать перешла в старообрядчество. Сам Антон, по-видимому, был крещён в православии, на допросе назвал имя своей крёстной Анны Ефимовой. В юности Антон, считая себя старообрядцем, много странствовал, «бродил по лесам и скитам старообрядческим, и таким образом, почти дома не был. Мать потворствовала, а отец не удерживал». По показаниям Пикульского, в возрасте от 25 до 30 лет его в Рождественском скиту на реке Выг постригли в иноки. После этого он, по его словам, ещё пять лет путешествовал вместе с иноками Мильхеседеком, Михаилом и Аркадием. По истечении пяти лет неизвестные старообрядцы «увезли [его] за границу в Восточный полуостров Индии, в Камбайское королевство, в г. Левек, где патриарх Мелетий рукоположил в сан архимандрита, и числился с месяц при Спасо-Богородицком монастыре, а потом тот же Мелетий рукоположил в сан Епископа в город Асмадион, прочислился там недолго и был рукоположен в архиепископа всея Руси и Сибири, получив это звание, отправился в Россию. Таким образом, в Индии пробыл всего неполные полтора года и было это в 1858 год». По словам «архиепископа» Аркадия, после возвращения он, переезжая из губернии в губернию, «ставил старообрядческих священников, дьяконов, а также епископов».
В действительности, по сведениям белокриницкого священника Козьмы Григорьева из посёлка Соболевского, хорошо знавшего Аркадия, в юности он служил в гренадерском полку. С. А. Луканин[кто?] сообщил, что в 1858 году будущий «архиепископ» Аркадий в составе арестантской партии следовал по этапу в Сибирь на поселение. «Узнав, что в городке Юго-Камском заводе есть старообрядцы, Аркадий написал им записку с просьбой о милостыни, и те навестили „страдальца за веру“». В этой записке он впервые объявил о своем «архиерействе». В 1874 году Аркадий бежал из Сибири.
В 1881 году во Ржеве в дом, где находился «архиепископ» Аркадий, нагрянула полиция, но Аркадий успел избежать ареста, а вещи и грамоты были захвачены. Был судим Ржевским окружным судом и обвинялся в присвоении не принадлежащего ему звания. Судебным приговором признан невиновным, после чего был освобождён из тюрьмы под надзор полиции впредь до уплаты штрафа 100 рублей, который скоро был внесён.
Находился около завода Нытвы Оханского уезда, в 1885 году был приглашён черноключинскими крестьянами Самарской губернии приехать к ним, куда и отправился со священником Павлом Нечаевым. Но по доносу черноключинских крестьян о том, что он совращает их в свою веру, был арестован и передан в руки полиции. 25 ноября 1885 года снова был заключён в тюрьму. 16 сентября 1886 года его судили в Бугульминском окружном суде и за разные проступки был оштрафован на 100 рублей и сослан в город Осташков, где содержался до 3 марта 1887 года.
10 января 1892 года арестован в Белебеевском уезде по обвинению в том, что совращал в раскол, совершал богослужения и успел повенчать две молодые пары. «Архиепископ» Аркадий попросил освободить его под поручительство местных крестьян. Но, оказавшись на воле в апреле 1892 года, продолжил «раскольничью пропаганду». Снова арестован 30 июня 1894 года в деревне Елфановке Бугульминского уезда и приговорён к одному году тюрьмы. Через восемь месяцев, попав под амнистию, в феврале 1895 года он освободился из Белебеевского тюремного замка.
Предполагают, что около 1896 года «архиепископ» Аркадий мог встречаться в Москве со старообрядческим архиепископом Антонием (Шутовым), но был изобличён как самозванец.
Так, 25 января 1898 года на сходе в посёлке Кирсановском было решено отправить трёх казаков (урядника Вонифатия Максимычева, Онисима Барышникова и Григория Хохлова) в Беловодское царство и порасспрашивать там про новоявленного архиерея. В середине февраля все трое получили у станичного атамана свои удостоверения о неимении препятствий к выезду за границу и купили на 22 мая билеты до Одессы, чтобы там погрузиться на пароход и отбыть из России на поиски Опоньского царства. Для поездки было собрано 2500 рублей по станицам Уральской губернии, и кроме того, 100 рублей собрали жители города Уральска.
По результатам путешествия вокруг Азии урядник Максимычев напечатал отчёт в местной газете, а позже издал его отдельной брошюрой. Казак Григорий Хохлов по просьбе писателя Владимира Короленко переписал гражданским письмом свой дневник, который он вёл полууставом, после чего в 1903 году дневник был издан по распоряжению Императорского Русского географического общества.
Умер «архиепископ» Аркадий в декабре 1903 года в собственной «митрополии» — селе Троицком Оренбургского уезда Оренбургской губернии.
Согласно мнению современного исследователя Н. Ю. Бубнова: «Самозванчество Аркадия (Антона Пикульского) носит, безусловно, религиозный, мистический оттенок, так как все источники свидетельствуют о его бескорыстии и незлобливости».
Считалось, что со смертью «архиепископа» Аркадия Беловодская иерархия сойдёт на нет. Однако в 1925 году «Беловодский епископ» Михаил (Нерченский) и инок Фёдор (Поленов) обратились к архиепископу Андрею (Ухтомскому) с просьбой стать главой их иерархии. Ухтомский, отказавшись от этого предложения, направил просителей к епископу Клименту (Логвинову). С этого времени ведёт отсчёт история беловодской ветви катакомбного единоверия. Её немногочисленные представители до сих пор проживают в Поволжье, Сибири и на Дальнем Востоке.

## Анализ ставленых грамот «архиепископа» Аркадия

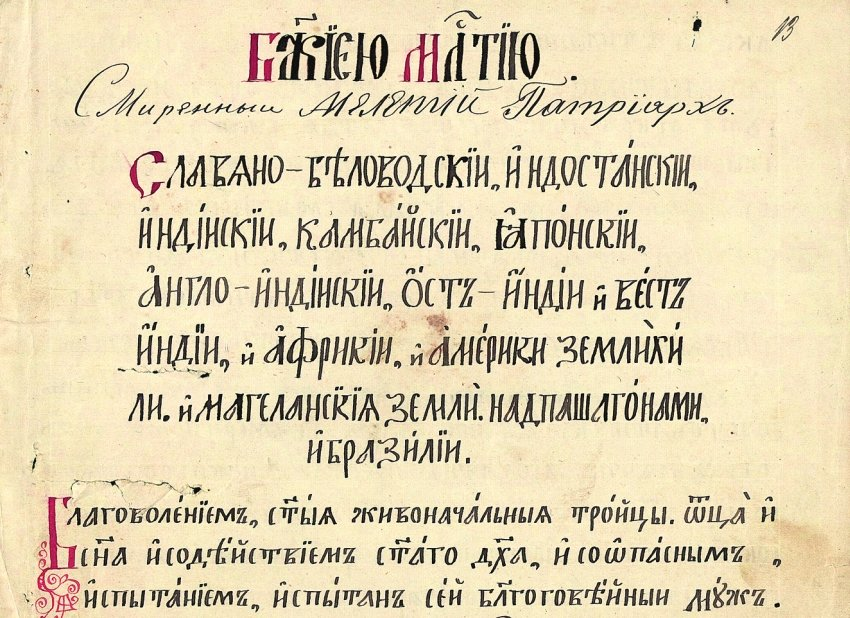
Фрагмент грамоты «архиепископа» Аркадия с перечислением титулов вымышленного патриарха Мелетия

Аркадий предъявлял своей пастве для подтверждения своего сана и полномочий ставленые и владычные грамоты, якобы выданные ему Мелетием, «патриархом Славяно-Беловодским, Ост-Индейским, Юст-Индейским и Фест-Индейским». При арестах эти грамоты изымались, и «архиепископ» был вынужден многократно изготовлять их заново. Различные варианты грамот были проанализированы в 1881 году белокриницким священноиноком Арсением (Анисимом Швецовым) в сочинении «Самозванец, мнимый беловодского поставления архиепископ Аркадий». В сочинении Н. Н. Грачёва «О самозванце Аркадии, выдающим себя за архиепископа. Экспедиция к нему от уральских старообрядцев и подложные документы его» опубликовано и сопоставлено пять грамот. Пермский священник и миссионер С. А. Луканин ещё в 1874 году скопировал две грамоты Аркадия, имеющие некоторые разночтения с грамотами из коллекции Н. Н. Грачёва. Две грамоты сохранились в следственном деле и опубликованы современной исследовательницей Е. С. Данилко.
Анализ грамот и их разночтений показывает, что при повторном изготовлении Аркадий их существенно редактировал, учитывая допущенные им ранее и обнаруженные как старообрядцами, так и светским судом ошибки.

## Семья
- Отец — Савелий Тимофеевич Пикульский (?—до 1892), скончался в окрестностях Киева[3].
  - Брат — Фёдор (?—после 1892)[3],
  - Брат — Михаил (?—после 1892), инспектор железных дорог[3].
  - Сестра — Мария (?—до 1892)[3]
  - Сестра — Марфа (?—до 1892)[3]
  - Сестра — Александра (?—до 1892)[3],
- Мачеха — Параскева Яковлева Пикульская, в 1892 году проживала в Великом Новгороде, по её словам, в первом браке за князем Кириллом Дмитриевичем Урусовым[8]
  - Единокровный брат — Яков (?—после 1892)[3].
  - Единокровный сестра — Александра (?—после 1892)[3].